# Eumenes macrocephalus
Eumenes macrocephalus är en stekelart som beskrevs av Henri Saussure. Eumenes macrocephalus ingår i släktet krukmakargetingar, och familjen Eumenidae. Utöver nominatformen finns också underarten E. m. fenestraloides.